# Косіни-Капічне
Косіни-Капічне (пол. Kosiny Kapiczne) — село в Польщі, у гміні Вішнево Млавського повіту Мазовецького воєводства.
Населення — 210 осіб (2011).
У 1975-1998 роках село належало до Цехановського воєводства.

## Демографія
Демографічна структура станом на 31 березня 2011 року:
|          | Загалом | Допрацездатний вік | Працездатний вік | Постпрацездатний вік |
| -------- | ------- | ------------------ | ---------------- | -------------------- |
| Чоловіки | 107     | 27                 | 77               | 3                    |
| Жінки    | 103     | 26                 | 57               | 20                   |
| Разом    | 210     | 53                 | 134              | 23                   |